# Adolf Anderssen in Nederland

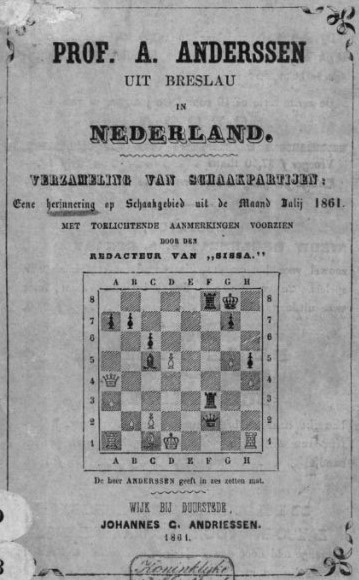
Verslag van Anderssens bezoek aan Nederland in 1861

Het bezoek van Adolf Anderssen in Nederland in 1861 was een spraakmakend schaakevenement in de 19e-eeuwse Nederlandse schaakwereld. Anderssen werd destijds na Paul Morphy als de sterkste schaker ter wereld beschouwd. Dit bezoek dat achtereenvolgens in Rotterdam (met als gastheer de Rotterdamse schaakgenootschap Vermaak door Oefening) en Amsterdam (met als gastheer het Amsterdamsch Schaakgenootschap) plaatsvond, was een gelegenheid om de staat van het Nederlandse schaken te peilen.
Het bezoek behelsde een serie partijen die Anderssen tegen met name de Nederlandse top zou spelen, waaronder Christiaan Messemaker, Charles Dupré en Maarten van 't Kruijs.

## Geschiedenis
In 1851 werd in Londen 's werelds eerste internationale schaaktoernooi gehouden. Daarmee kwam het internationale schaken op gang, met name in Engeland en Duitsland. Nederland bleef echter achter. Volgens Antonius van der Linde stelde het schaken in Nederland toen niet veel voor. Het bezoek van Anderssen aan Nederland in de zomer van 1861 was daarom een hoogtepunt. Hij deed het land aan gedurende zijn reis naar Londen, waar hij een schaakmatch tegen Ignaz von Kolisch zou hebben.

### Het bezoek

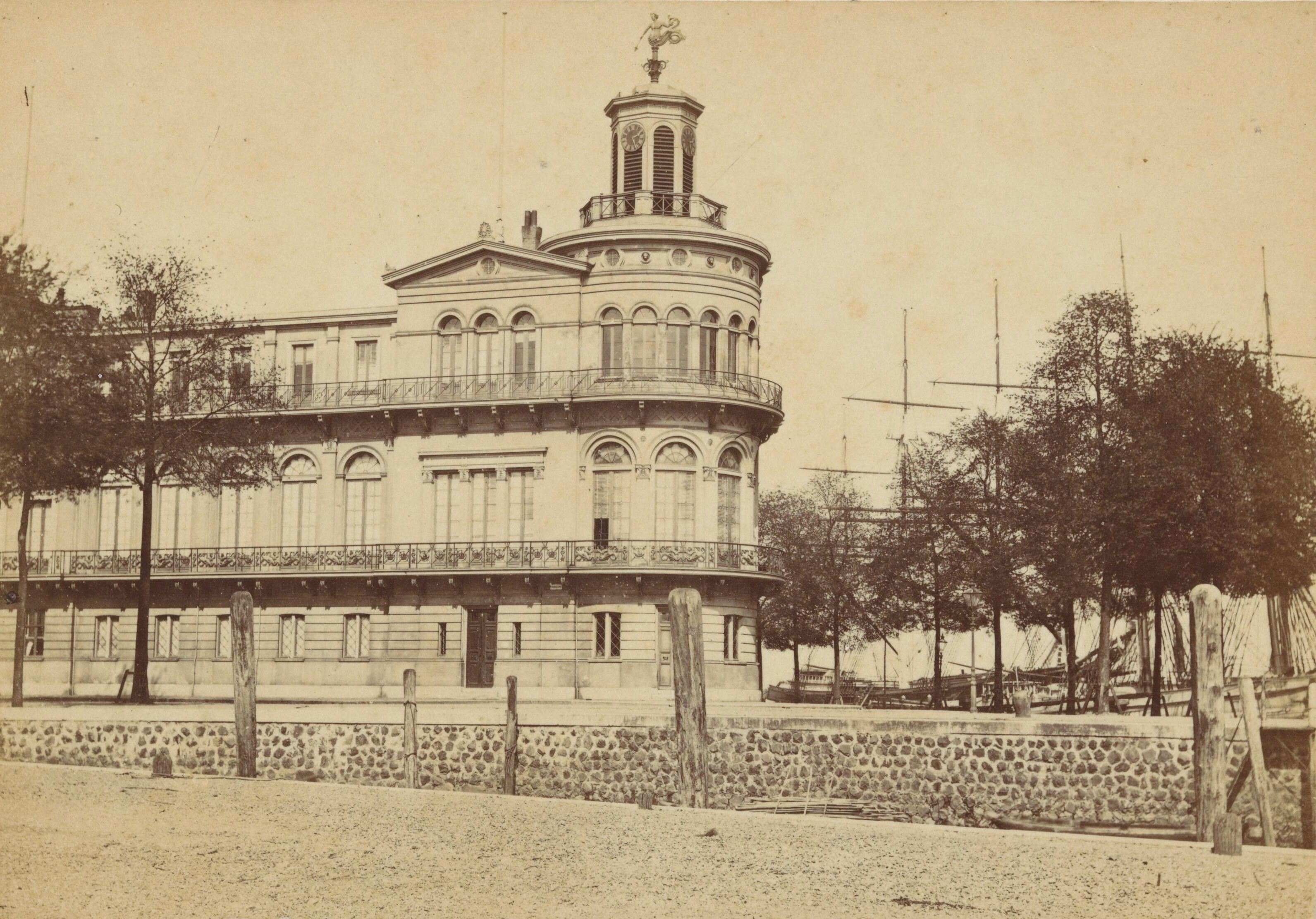
Het voormalige gebouw van de Koninklijke Nederlandse Yachtclub aan de Maas te Rotterdam.

Anderssen werd eerst in Rotterdam, in het aan de Maas gelegen Koninklijke Nederlandse Yachtclub ontvangen door het bestuur van schaakgenootschap Vermaak door Oefening. Gedurende dit bezoek speelde Anderssen de hele dag door, een totaal van 32 partijen, tegen eenieder die het tegen hem op wilde nemen. Hij won verreweg de meeste partijen, verloor er vier, te weten tegen Christiaan Messemaker (+1-3), S. van Graauwenhaan, G. Dufresne, en J.T. Versteeven; en hij maakte één remise, tegen Charles Dupré.  Als dank werd hem het erelidmaatschap van Vermaak door Oefening aangeboden.

Anderssen arriveerde in een open koets met twee paarden bij het Amsterdamsche Schaakgenootschap. De receptie vond plaats in het lokaal van het genootschap, nabij de Grote Koopmansbeurs op het Damrak. Na een welkomstreceptie werd hij vergast met een bezoek aan Artis. Pas 's avonds begonnen de partijen, die daarna nog vier dagen duurde. In totaal speelde Anderssen 26 partijen, waarvan hij er vijf verloor, twee remises maakte en de rest won. 
Hij begon met een verlies tegen Maarten van 't Kruijs, die de partij met 1.a3 opende.  Van 't Kruijs was voorts verantwoordelijk voor twee van de remises. Over de tweede remise gaat het verhaal dat Van 't Kruijs duidelijk beter stond (zie stelling), maar dat hij uit hoffelijkheid een herhaling van zetten deed, opdat Anderssen zijn trein nog kon halen. In totaal speelde Van 't Kruijs zes partijen tegen Anderssen, waarvan hij er dus een won en twee remises maakte, en de andere drie verloor (+1=2-3). Volgens commentatoren had hij overigens beide gelijkgespeelde partijen kunnen winnen, in welk geval de score met Anderssen gelijk opgegaan zou zijn. Anderssen betuigde na afloop dan ook onder de indruk te zijn van Van 't Kruijs: hij beschouwde hem als een van de tien beste tegenstanders waarmee hij ooit gespeeld had. 

### Veertien jaar later
In 1875 kwam Anderssen nog eens op bezoek in Nederland. Daar speelde hij in Den Haag in het huis van Baron Van Hogendorp, toentertijd voorzitter van Discendo Discimus, drie partijen tegen Charles Dupré (+2-1). Hij ging nog eens langs bij het Amsterdamsche Schaakgenootschap, waar hij toen alle partijen won.